# Adriaan Hartman
Adriaan Hartman (Werkendam, 11 mei 1911 - Bennekom, 21 november 1971) was een Nederlandse verzetsstrijder in de Tweede Wereldoorlog. Hij was actief in Bennekom en Ede en hield zich in het bijzonder bezig met hulpverlening aan Joden.

## Levensloop

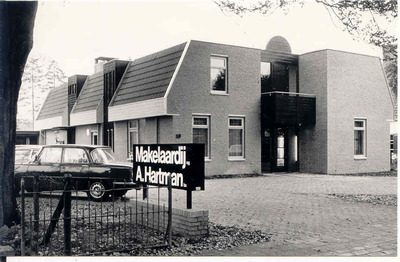
De makelaardij van Adriaan Hartman aan de Edeseweg 50 in Bennekom.

Hartman begon in mei 1934 een slagerij aan de Kerkhoflaan 2-4 in Bennekom. Voordat hij voor zichzelf begon had hij samen met zijn broer een zaak aan de Torenstraat in Ede. Hartman breidde zijn klantenkring uit naar Wageningen-Hoog en Renkum.
Tijdens de Tweede Wereldoorlog raakte Hartman betrokken bij het plaatselijke verzet. Vanuit de verf- en lakfabriek Macostan in Ede werden er voedselpakketten gestuurd naar krijgs- en politieke gevangenen en gijzelaars. Hartman was verantwoordelijk voor het inblikken van vlees. Vlees was gerantsoeneerd, waardoor er soms op de vaten werd geschreven dat er vis in zat. Bij het uitladen van een vat op station Ede-Wageningen brak de bodem waarna er een koeienkop uitrolde, precies waar de NSB-controleur van de CCD bijstond. Hartman werd gearresteerd, maar doordat de Edese politie bewust niet doorpakte liep de zaak met een sisser af.
Hartman was aangesloten bij de verzetsgroep in Bennekom onder leiding van Paul de Nooij. Hij hield zich in het bijzonder bezig met de hulpverlening aan Joden. Zo vond het joodse echtpaar Kurt en Elisabeth Dannenbaum na bemiddeling van de slager onderdak bij Pieter Schoorl op De Soetendael. In de winter van 1943/44 kreeg Hartman via een "goede" politieman te horen dat het Joodse jongetje Karel van Leeuwen, die in Wageningen ondergedoken zat, gearresteerd zou worden. Hartman wist hem op tijd weg te halen en bracht hem eveneens over naar De Soetendael.
Na de Slag om Arnhem gaf Hartman leiding aan een van de noodkeukens in Ede-noord. Hij slachtte illegaal vlees dat ten bate kwam aan het verzet. Hartman zou in beeld zijn verschenen bij de SD'er Ries Jansen nadat Maas van Grootheest was doorgeslagen. Dit bleef echter zonder consequenties. Tijdens de evacuatieperiode raakte zijn pand aan de Kerkhoflaan in Bennekom beschadigd, maar het kon in 1945 snel weer worden opgebouwd. In 1964 verkocht Hartman zijn slagerij, waarna het bedrijf tot 1986 werd voortgezet. De laatste jaren van zijn leven werkte hij als huizenmakelaar.

## Persoonlijk
Hartman was getrouwd met Hendrika Willemsen (1911-1990). Samen kregen zij zeven kinderen. Het echtpaar was aangesloten bij de Gereformeerde Kerken in Nederland.